# Aielli
Aielli (Aéjjë in dialetto marsicano) è un comune italiano di 1 365 abitanti della provincia dell'Aquila in Abruzzo.

## Geografia fisica

### Territorio
Il comune marsicano di Aielli si compone principalmente di due centri abitati, Aielli Alto a 1021 m s.l.m. e quello ricostruito vicino alla stazione ferroviaria dopo il terremoto della Marsica del 1915 detto Aielli Stazione (782 m s.l.m.).
Il paese vecchio di Aielli, situato a oltre mille metri di altitudine, è uno dei centri più elevati della Marsica. Si trova a nord dell'ex alveo del Fucino ed è circondato a settentrione dalla catena montuosa del Sirente che separa il paese dalla valle Subequana e dall'altopiano delle Rocche. Il suo territorio montano è posto all'inizio della valle del Giovenco ed è incluso nell'area protetta del parco naturale regionale Sirente-Velino.
Il centro antico è adagiato su uno sperone roccioso calcareo ed è circondato, sia ad est che ad ovest, da due torrenti che convergono entrambi nel bacino fucense. La sua posizione dominante e strategica ne ha fatto in epoca romana e medievale un luogo particolarmente idoneo per la difesa del territorio e l'osservazione delle vie di comunicazione.
Esso è riparato da nord - nord est e nord ovest da una catena di monti (Etra, Secine e San Pietro all'interno del gruppo del monte Sirente) che rendono il clima invernale meno rigido rispetto ai comparti circostanti pari quota, ma comunque soggetta ai freddi venti orientali specie nei mesi invernali. La stratigrafia rivela che il suolo è in maggior parte di tipo calcareo, in alcune zone montane si trovano facilmente cristalli di gesso (in particolare in località La Sterpata), bitumi (nella zona Le Foci) ed elevate quantità di fossili e conchiglie marine calcificate (in località La Liscia).
Nel territorio comunale si trova lo sbocco delle gole di Celano, gola scavata dal Rio La Foce che si addentra oltre la val d'Arano di Ovindoli tra i rilievi montuosi del Sirente e il monte Tino.

## Origini del nome
Sull'origine del toponimo Aielli non ci sono certezze. La principale ipotesi etimologica indica che il nome del paese deriverebbe dai termini latini Ag-ellum (da cui deriverebbe la grafia di "Ajelli"), o meno probabilmente da Agellus diminutivo di Agr-um o Ager (campo/podere).
Stando ad una supposizione la radice italica ak- filtrata dalla lingua latina avrebbe portato la forma agell a indicare il bastione roccioso sul quale fu edificata la fortificazione primordiale.

## Storia

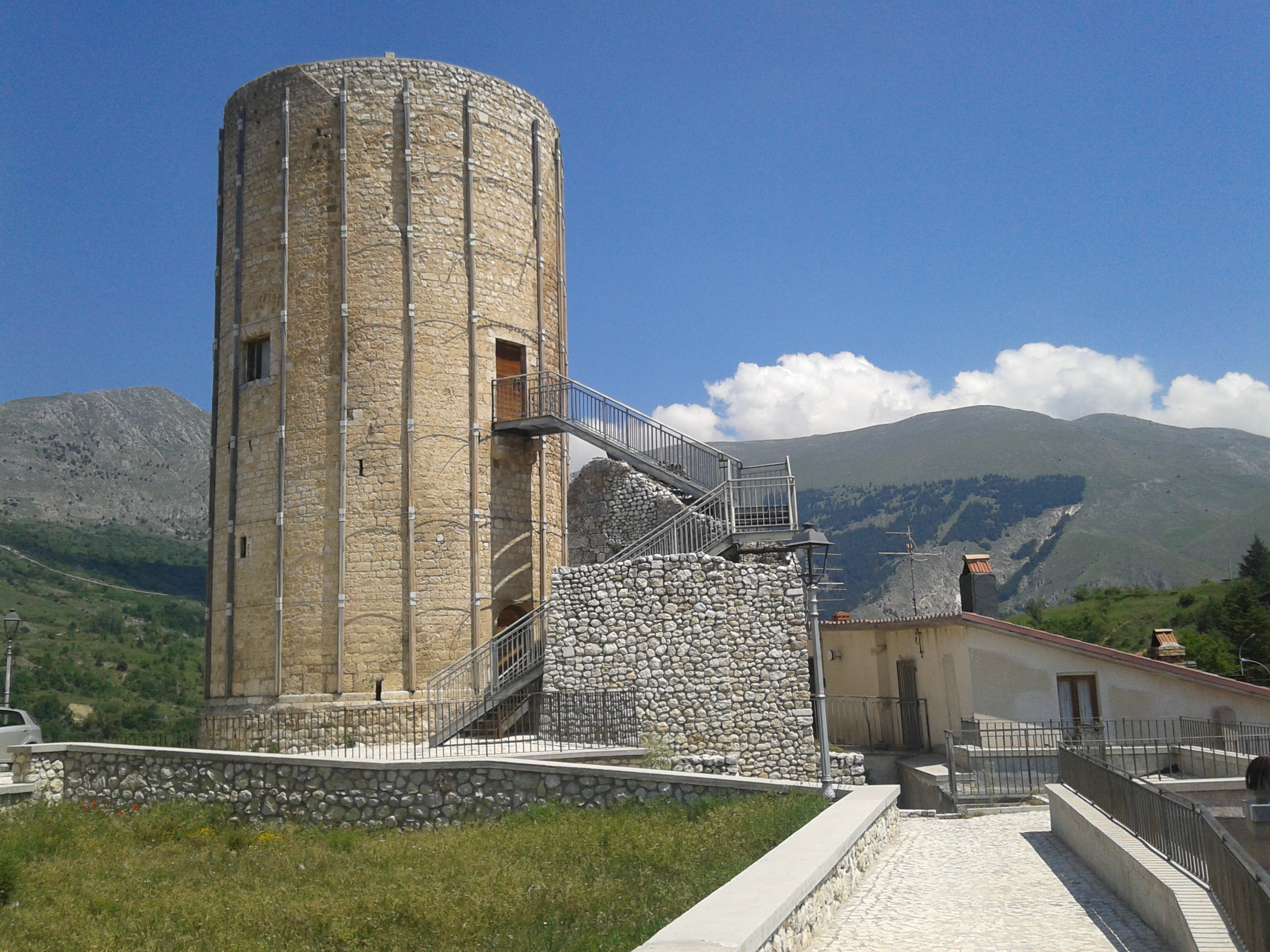
La torre trecentesca.

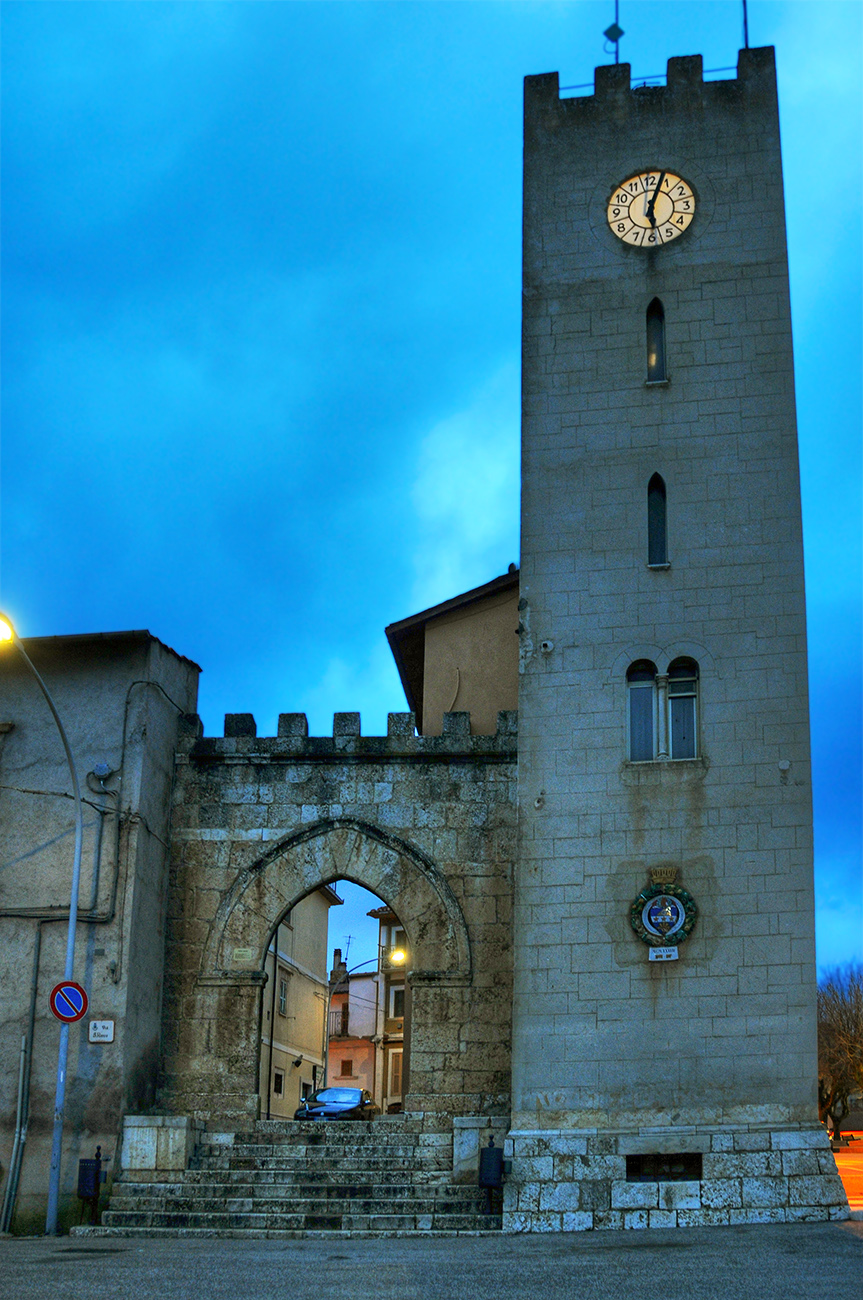
Porta nuova e torre dell'orologio.

Il primo nucleo abitato del territorio di Aielli si trovava più in alto rispetto ai centri urbani contemporanei, su un colle a ridosso del monte Costa Pelara.
La prima menzione del "Casale di Agello" è dell'814 come possesso del monastero di Santa Maria di Acuziano, noto come abbazia di Farfa, ed il documento che la contiene è riportato nel Regestum Farfense, raccolta documentaria realizzata da Gregorio da Catino, e indica come proprietaria del casale una monaca di nome Elena, che lo aveva precedentemente donato al monastero e lo riottiene come possedimento a livello.
Un'altra menzione relativa al casale agellano è ancora del IX secolo ed esso compare ancora come possesso del monastero farfense concesso a livello ad altro vassallo locale; la notizia è riportata nel primo libro del Chronicon farfense.
Nel X secolo, e precisamente nel 971, "Agello" è indicato come villa, ed è ancora possesso del monastero sabino, che lo concede in frazioni coltivabili a vari vassalli locali.
Nel Catalogus baronum il paese è indicato tra i possedimenti di Rainaldo conte di Celano nel 1280.
Nel XV secolo il nucleo fortificato veniva chiamato "Agellum", da cui deriverebbe la grafia di "Ajelli", trasformatasi in "Aielli"; il nucleo si formò già dal secolo precedente grazie all'unione dei casali di Bovezzo, Musciano, Monte, Ozzanello, Alafrano, Subezzano, Ponderone, Pentòma e Foce, situati perlopiù intorno alla località denominata "Castello".
Il paese ha seguito le sorti degli altri centri della Marsica lungo tutto il Medioevo. 
Anche Aielli fu duramente colpito dal terremoto del 1915 che causò nel paese 205 vittime e gravi danni al patrimonio architettonico. Il sisma sconquassò l'intera area fucense-rovetana; il paese devastato fu in buona parte ricostruito più in basso sul preesistente sito dell'antico centro abitato di Alafrano, nei pressi della stazione ferroviaria. Ci fu il tentativo di spostare anche la sede municipale nel nuovo paese, tuttavia, dopo la rivolta degli abitanti di Aielli Alto, questa fu mantenuta nella sua sede originaria.
Situato nell'area del parco naturale regionale Sirente-Velino offre, grazie alla sua elevata posizione, viste panoramiche sia sul versante del Fucino che su quello del gruppo montuoso del Sirente. Per questo motivo Aielli viene soprannominato "la terrazza sulla Marsica" o "il balcone della Marsica" .

### Simboli
Lo stemma e il gonfalone sono stati concessi con decreto del presidente della Repubblica del 9 febbraio 1994.
Nello stemma sono raffigurate, fra due stelle d'oro a otto raggi, le figure del Padre Eterno e quella, parzialmente sovrapposta alla prima, di Gesù crocifisso. Il capo di Dio, inserito nel triangolo che rappresenta la Trinità, è sormontato da una colomba che simboleggia lo Spirito Santo.
Il gonfalone è un drappo di rosso.

## Monumenti e luoghi d'interesse

Piazza Risorgimento e chiesa della Santissima Trinità.

### Architetture religiose

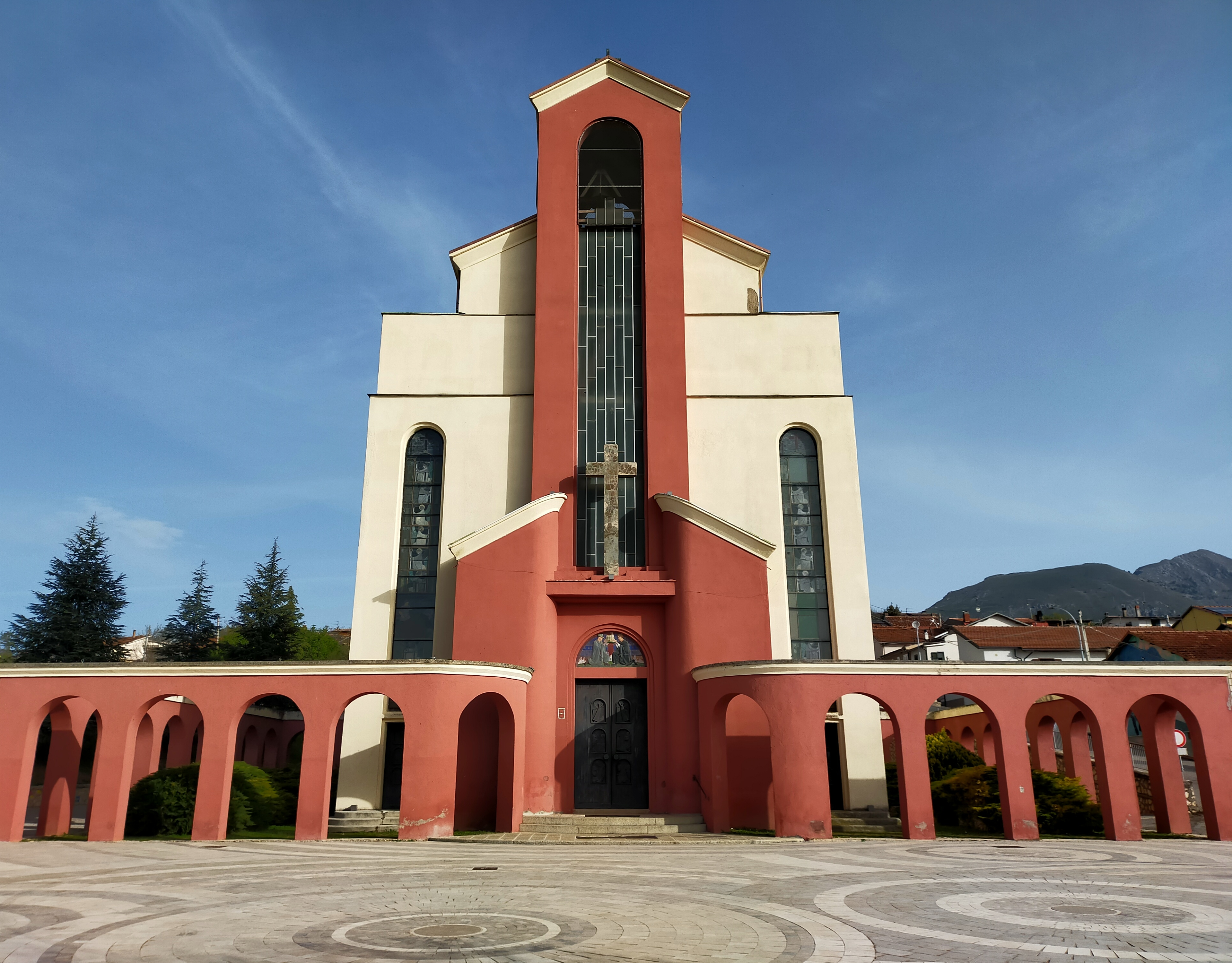
La chiesa di San Giuseppe (già chiesa di Sant'Adolfo).

Chiesa della Santissima TrinitàSituata ad Aielli Alto la cui fondazione risale al 1362 ad opera di Ruggero II, conte dei Marsi. Fu ricostruita negli anni venti dopo i gravi danni causati dal terremoto del 1915. Di fianco alla chiesa si trova l'oratorio intitolato a Gaetano Tantalo.
Chiesa di San RoccoEdificata nella prima metà del XVI secolo da Carlo Silverio al cui interno si trovano le statue lignee raffiguranti diversi santi ed un affresco cinquecentesco della Madonna del Buon Consiglio.
Chiesa di San GiuseppeInaugurata e nota anche come chiesa di Sant'Adolfo, è un edificio religioso del XX secolo situato ad Aielli Stazione. La chiesa presenta uno stile architettonico razionalista tipico dell'epoca fascista. Progettata dall'architetto Giuseppe Vincenzo Vicari e realizzata dalla ditta Cantieri Ettore Benini di Forlì, fu inaugurata dal prefetto Guido Letta nel 1937 assieme al vicino sacrario. La musica dell'inaugurazione fu scritta da monsignor Lorenzo Perosi. All'interno sono esposte la ceramica e le vetrate realizzate da Tito Chini con la Manifattura Chini di Borgo San Lorenzo (FI), le statue realizzate da Arturo Dazzi raffiguranti sant'Adolfo e san Guido e altre opere di Attilio e Sergio Selva. L'organo fu realizzato nel 1936 dalla "Società anonima brevetti Barbieri per applicazioni elettro musicali" (S.A.B.B.A.E.M.), fabbrica fondata dall'organaro Angelo Barbieri. Esternamente il campanile incorporato e il portale di rosso pompeiano caratterizzano la facciata bicolore.

### Architetture civili
Torre dell'orologioDi forma quadrata è stata costruita sulla base di una delle torri rompitratta delle mura medievali, di cui restano alcuni ruderi. L'edificio posto accanto ospita il municipio di Aielli. Precedentemente al terremoto del 1915 l'orologio era collocato su un'altra torretta di cui resta solo la base.
- Tre porte d'ingresso di Aielli Alto denominate "Montanara", "Jannetella" e "Terra" (quest'ultima è detta anche "porta Nuova")[24].

### Architetture militari
Torre medievaleFu eretta nel 1356 da Ruggero II conte dei Marsi. È situata in località Castello, sulla parte più alta del paese antico di Aielli, lo stesso luogo che ha ospitato fino alla prima metà del XIV secolo una torre a base quadrata successivamente distrutta. Nel XVI secolo i Piccolomini che dominarono la contea celanese, favorirono opere di miglioramento architettonico della torre circolare. Divenuta dal 2002 sede di un osservatorio astronomico, ospita dal 2019 il museo della Luna. È detta anche "torre delle stelle".

### Monumenti
- Sacrario monumentale ai caduti delle guerre dell'inizio del Novecento, adiacente alla chiesa di San Giuseppe e alla ex casa littoria. Il monumento in stile razionalista fu inaugurato il 26 settembre 1937[27]. Avrebbe ospitato un altare di marmo il cui disegno fu attribuito a Marcello Piacentini[28].
- Monumento a Filippo Angelitti, realizzato nel 1989 da Pasquale Di Fabio[29].
- Monumento ai caduti di tutte le guerre, posizionato nei pressi della chiesa della Santissima Trinità. Nel 2017, davanti alla statua dell'alpino, sono state collocate le spoglie di Mario Marco Angeloni, soldato morto durante la seconda guerra mondiale in Germania e precedentemente sepolto nel cimitero militare italiano di Francoforte sul Meno[30].
- Fontanile di via della Stazione e fontana del lavatoio[31].

### Siti archeologici

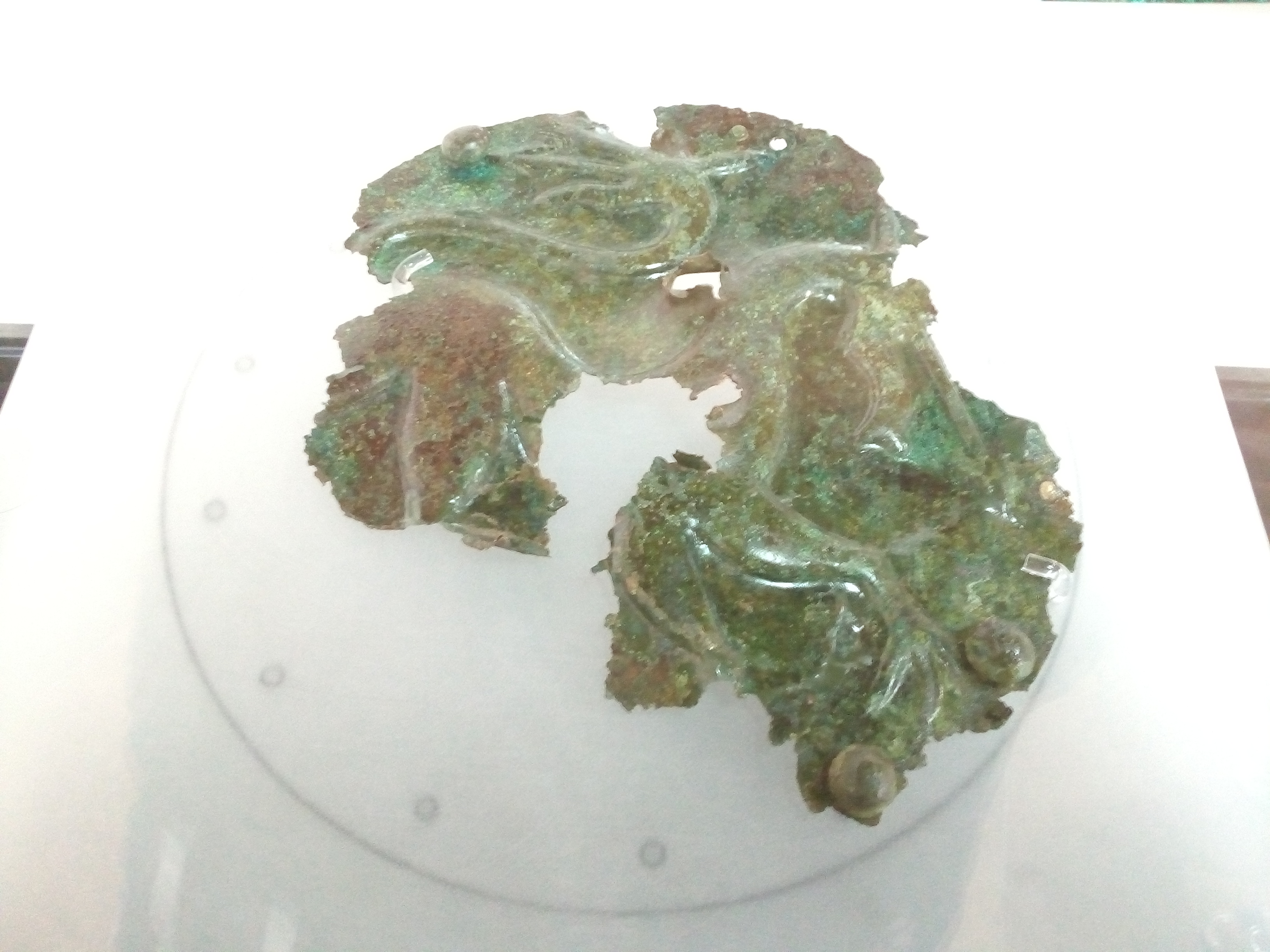
Disco corazza con raffigurazione della chimera.

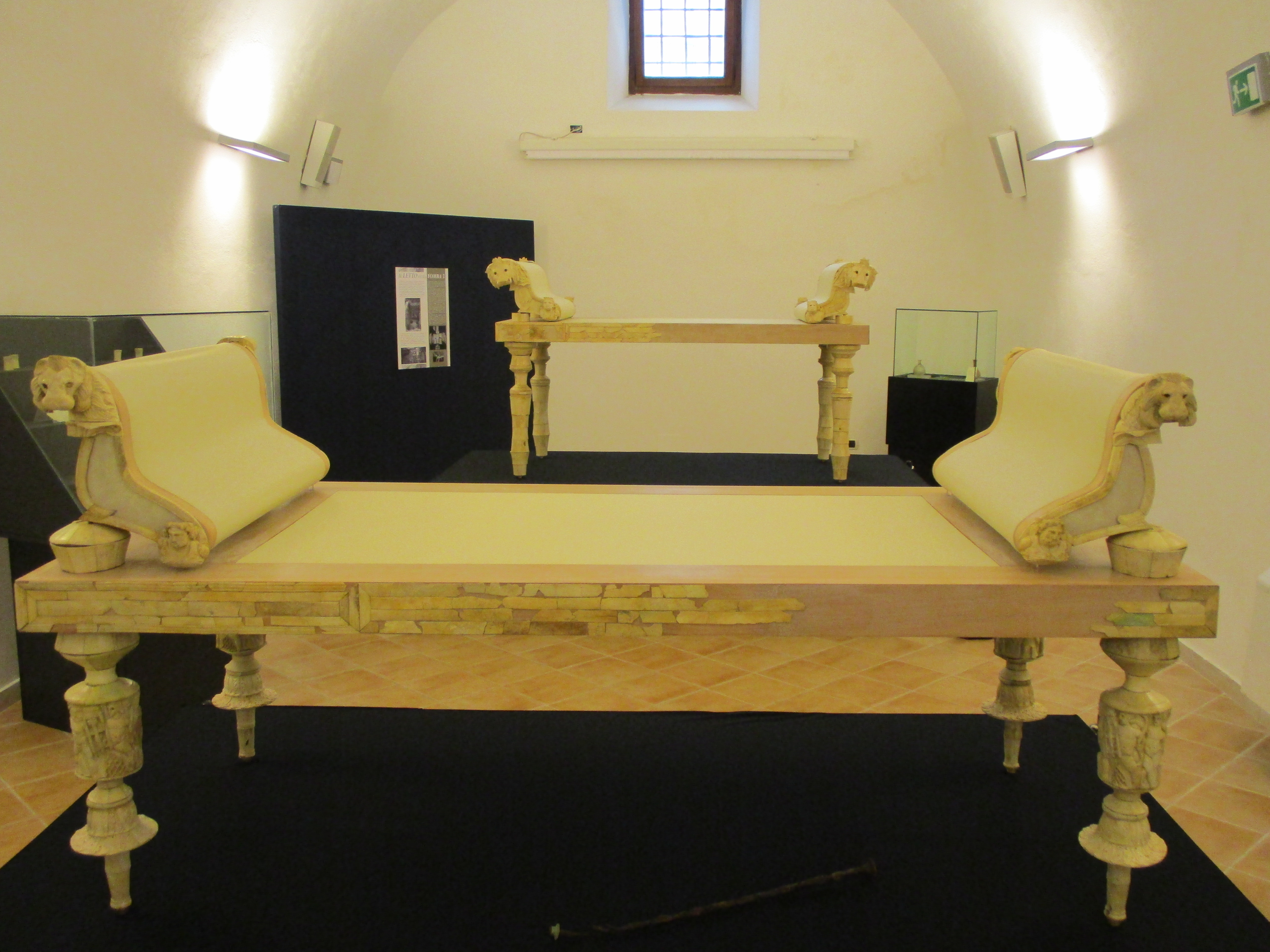
Letti in osso di Aielli.

Ai piedi del monte Costa Pelara a circa 1180 m s.l.m. sono visibili i resti delle mura e alcuni frammenti appartenenti all'originario ocre marso. Sul monte Secine e nelle località Castello di Foce e Rio di Aielli Alto sono tornate alla luce resti di mura italiche e necropoli. In località Cèle sul Secine sono presenti sette tombe rupestri databili tra la fine dell'età repubblicana e l'inizio dell'età imperiale. Nel 1936 in località Sant'Agostino ad Aielli Stazione sono tornate alla luce quattro tombe a camera che contenevano corredi e i resti di letti in osso risalenti al I secolo a.C. Nel 2015 sui reperti è stato effettuato un lungo restauro e un'opera di ricomposizione. Alla fine dell'Ottocento, in località Musciano-Cantoni, nei pressi del tracciato ferroviario Roma-Pescara, tornò alla luce il disco-corazza raffigurante la chimera che fu assunta come simbolo dei Marsi. Il kardiophylax incluso nella collezione privata del paleontologo Giuseppe Bellucci fu acquisito nel 1921 dal museo archeologico nazionale dell'Umbria.

### Aree naturali
Gole di CelanoLo sbocco delle gole, dette anche gole di Aielli-Celano, si trova nel territorio aiellese, in località Bocca di Castelluccio. Separano i rilievi del gruppo montuoso del Sirente dal monte Tino (Serra di Celano) e sono scavate per circa quattro chilometri dal torrente La Foce, per cui nel Medioevo erano note come "Fauces". Rappresentano una delle gole più conosciute e frequentate dell'Appennino centrale e sono inserite tra i siti di interesse comunitario dell'Abruzzo. In alcuni punti del percorso le pareti rocciose alte circa 200 metri presentano strettoie di appena tre metri. Un'insenatura nei pressi della pineta, quasi in fondo al percorso, porta alla Fonte degli innamorati, una piccola e suggestiva cascata d'acqua. Nei pressi delle gole si trovano i resti dell'eremo di San Marco ai Casaleni e del monastero di San Marco, dedicato precedentemente a Santa Maria Intra Fucem.
- Val d'Arano: lo stretto sentiero delle gole si apre nella val d'Arano, area inserita tra i siti di interesse comunitario, situata nel limitrofo territorio comunale di Ovindoli, nel cuore del parco naturale regionale Sirente-Velino.

## Società

### Evoluzione demografica
Abitanti censiti

### Etnie e minoranze straniere
I cittadini stranieri residenti ad Aielli rilevati dall'Istat al 31 dicembre 2020 erano 131, pari circa al 9% della popolazione residente.

### Lingue e dialetti
ddu' anemale sócce, quatr'i squatre!

Ma sarrà 'sséme cumma vine i fièce…»
(Giuseppe Gualtieri, "I lup i ju cane" da "La Crestonta")
Il dialetto parlato ad Aielli è incluso nell'area Abruzzese occidentale del sistema dei dialetti meridionali intermedi. I dialetti del territorio marsicano, escludendo le zone di Tagliacozzo (piani Palentini) e Carsoli (piana del Cavaliere), appartengono alla stessa area, tuttavia sono molto differenti fra loro.

### Tradizioni e folclore
Annualmente, il 9 maggio, si svolge la processione serale in onore della Madonna della Vittoria, patrona del comune di Aielli. Il 7 luglio di ogni anno si tengono i festeggiamenti patronali civili e religiosi.

## Cultura

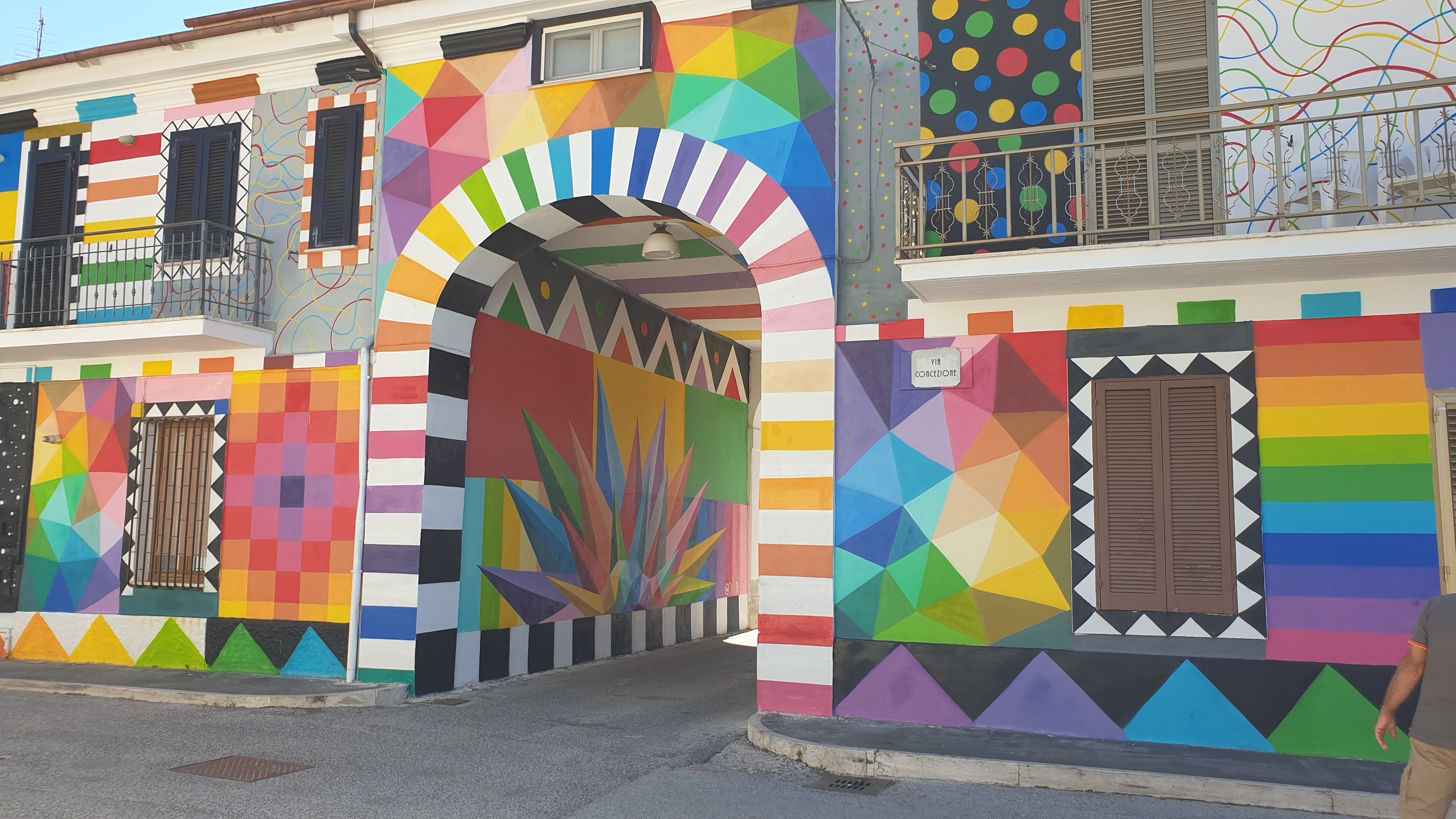
Murale Iluminary Palace di Okuda San Miguel.

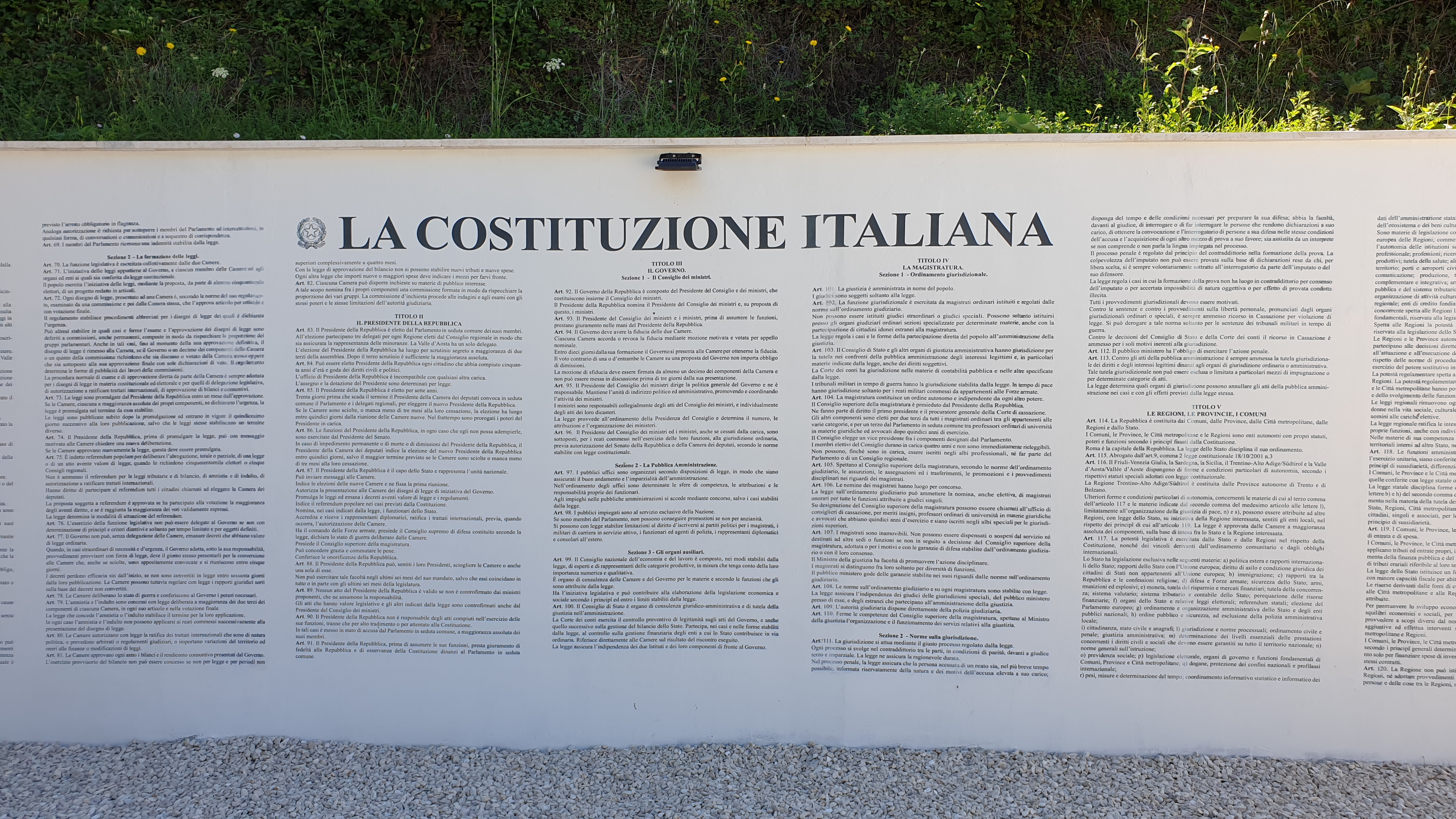
La Costituzione italiana trascritta con una stampante verticale.

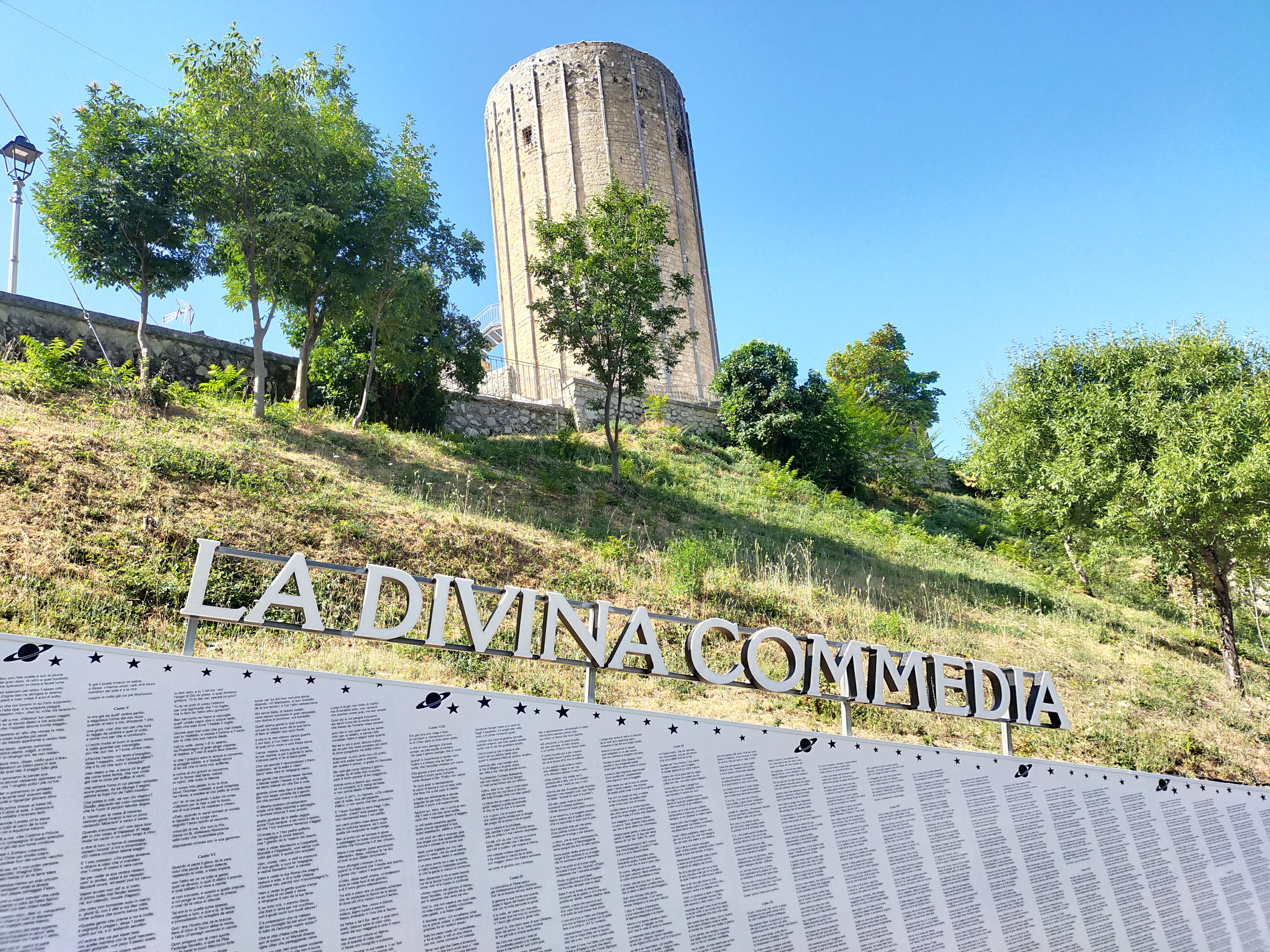
Installazione dedicata alla Divina Commedia.

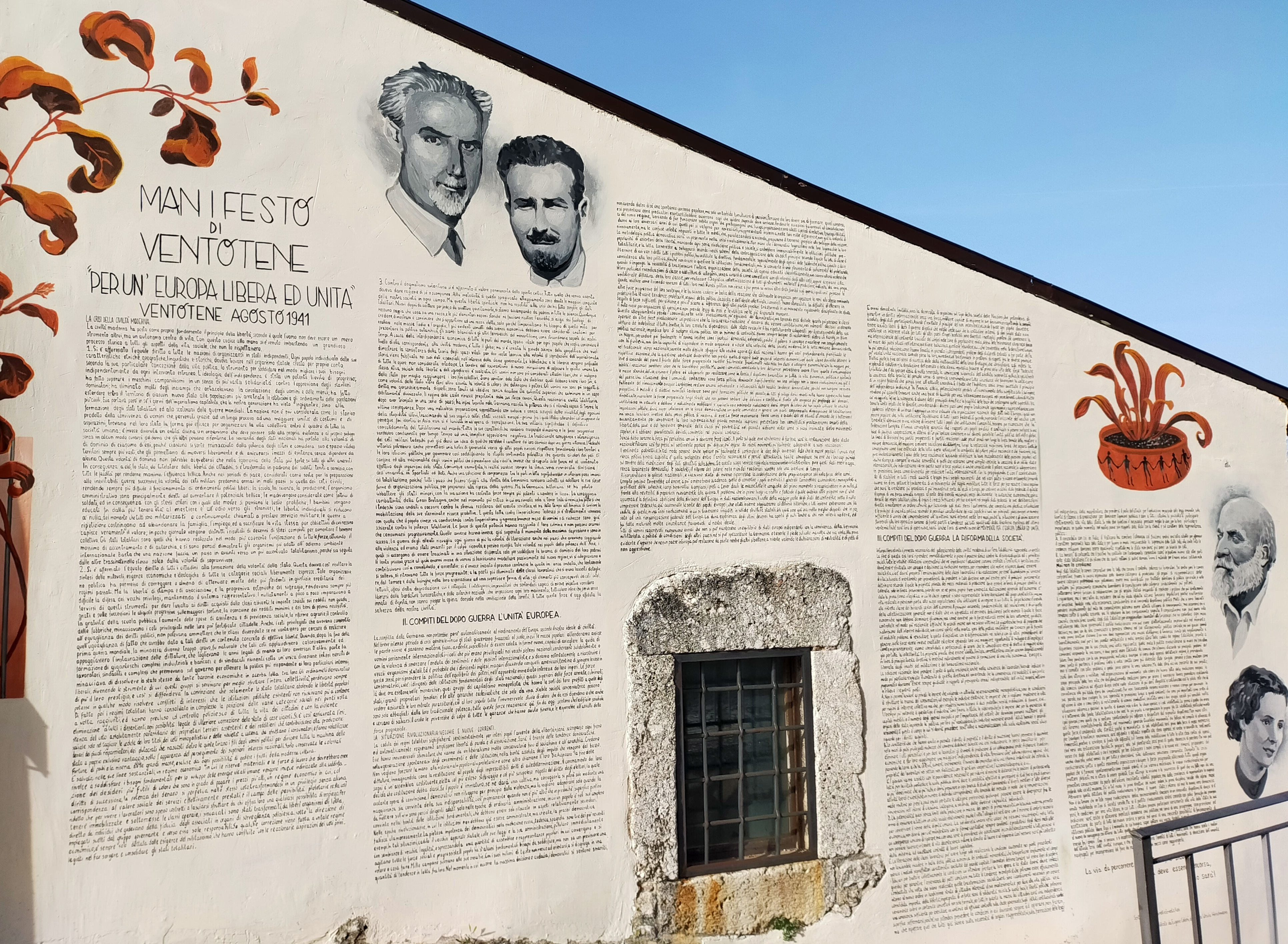
Omaggio al Manifesto di Ventotene.

### Biblioteche
- Biblioteca pubblica Libert'aria[48]

### Musei
Museo della LunaNella torre medievale, nota anche come "torre delle stelle", è ospitato il museo astronomico dedicato alla Luna, dotato di biblioteca scientifica specializzata e di strumenti di altissimo livello del connesso osservatorio, tra cui un planetario digitale monocanale, postazioni computerizzate per animazioni e simulazioni.

### Arte
Dal 2017 nel centro medievale di Aielli Alto si realizzano murales ispirati principalmente al tema dell'astronomia.
Nel 2018 il romanzo Fontamara di Ignazio Silone è stato trascritto integralmente sotto forma di murale sul muro di un edificio situato a ridosso della torre medievale.
L'anno successivo la Costituzione della Repubblica Italiana è stata integralmente trascritta, con l'utilizzo di una stampante verticale, su una parete del parco giochi per bambini dedicato nel 2016 ad Angelo Vassallo. Nel 2021 e nel 2024 sono stati inaugurati rispettivamente, un pannello lungo 52 metri con su trascritta la Divina Commedia di Dante Alighieri alla presenza del ministro della cultura Dario Franceschini, di Gianni Letta e dei rappresentanti istituzionali abruzzesi e il murale della trascrizione integrale del Manifesto di Ventotene, documento originariamente redatto nel 1941, per la promozione dell'integrazione europea.

### Cinema
Nel centro antico di Aielli Alto nel 1979 fu girato il film Fontamara del regista Carlo Lizzani con Michele Placido protagonista, tratto dall'omonimo romanzo di Ignazio Silone.
Nel 2009 ad Aielli Alto il regista e attore Germano Di Mattia ha girato alcune scene del film documentario The Celestinian code, incentrato sulla vita di Pietro da Morrone, conosciuto come Papa Celestino V.

## Economia

### Turismo
Aielli fa parte dell'associazione nazionale Borghi autentici d'Italia.

## Infrastrutture e trasporti

### Strade
Il casello autostradale di Aielli-Celano è posto lungo l'autostrada A25 Roma-Pescara. La via Tiburtina Valeria collega il comune con Pescara verso est e Avezzano e Roma verso ovest.

### Ferrovie
La ferrovia Roma-Pescara attraversa il territorio di Aielli, servendolo con l'omonima stazione.

## Amministrazione

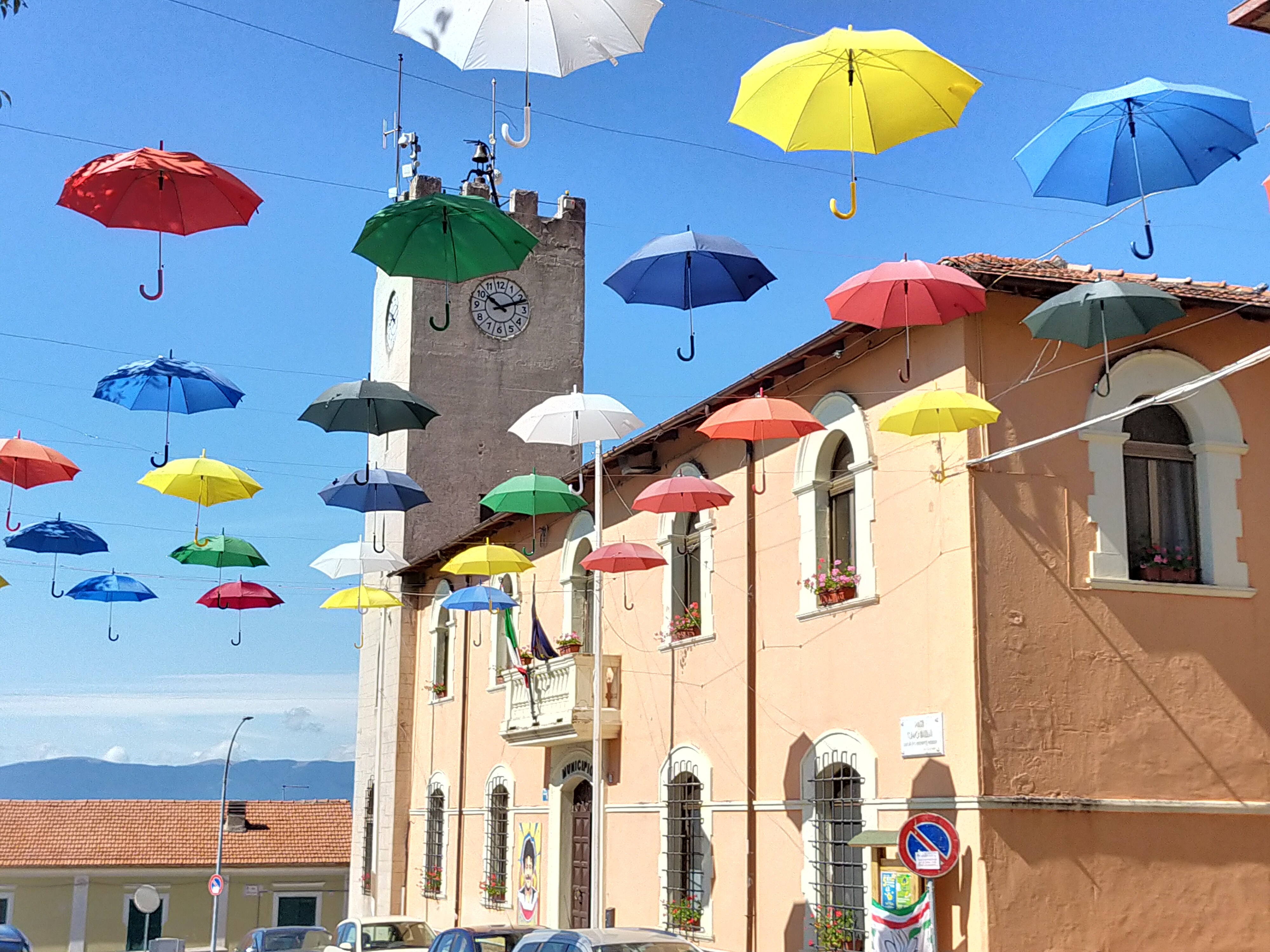
Il palazzo municipale.

Sul sito del Ministero dell'interno sono disponibili i dati di tutte le elezioni amministrative di Aielli dal 1985 ad oggi. I dati precedenti sono archiviati presso l'archivio storico comunale. 
| Periodo           | Periodo           | Primo cittadino     | Partito                            | Carica  | Note   |
| ----------------- | ----------------- | ------------------- | ---------------------------------- | ------- | ------ |
| 1960              | 1965              | Ilio Di Pietro      |                                    | Sindaco |        |
| 1965              | 1970              | Augusto Marinucci   |                                    | Sindaco |        |
| 1970              | 1971              | Domenico Succo      |                                    | Sindaco |        |
| 1971              | 1972              | Vincenzo Gualtieri  |                                    | Sindaco | [ 61 ] |
| 1975              | 1980              | Carmine Di Censo    |                                    | Sindaco |        |
| 1980              | 1995              | Benedetto Di Censo  |                                    | Sindaco |        |
| 23 aprile 1995    | 12 giugno 1999    | Benedetto Di Pietro | Lista civica                       | Sindaco |        |
| 13 giugno 1999    | 12 giugno 2004    | Giuseppe Di Natale  | Coalizione di centro               | Sindaco |        |
| 13 giugno 2004    | 28 marzo 2010     | Giuseppe Di Natale  | Lista civica                       | Sindaco |        |
| 29 marzo 2010     | 30 maggio 2015    | Benedetto Di Censo  | Lista civica                       | Sindaco |        |
| 31 maggio 2015    | 21 settembre 2020 | Enzo Di Natale      | Lista civica Primavera Democratica | Sindaco |        |
| 22 settembre 2020 | in carica         | Enzo Di Natale      | Lista civica Il futuro in Comune   | Sindaco |        |

### Gemellaggi
- Pollica, dal 2003[62]

### Altre informazioni amministrative
Il comune fa parte dell'Unione dei comuni Montagna Marsicana.

## Sport

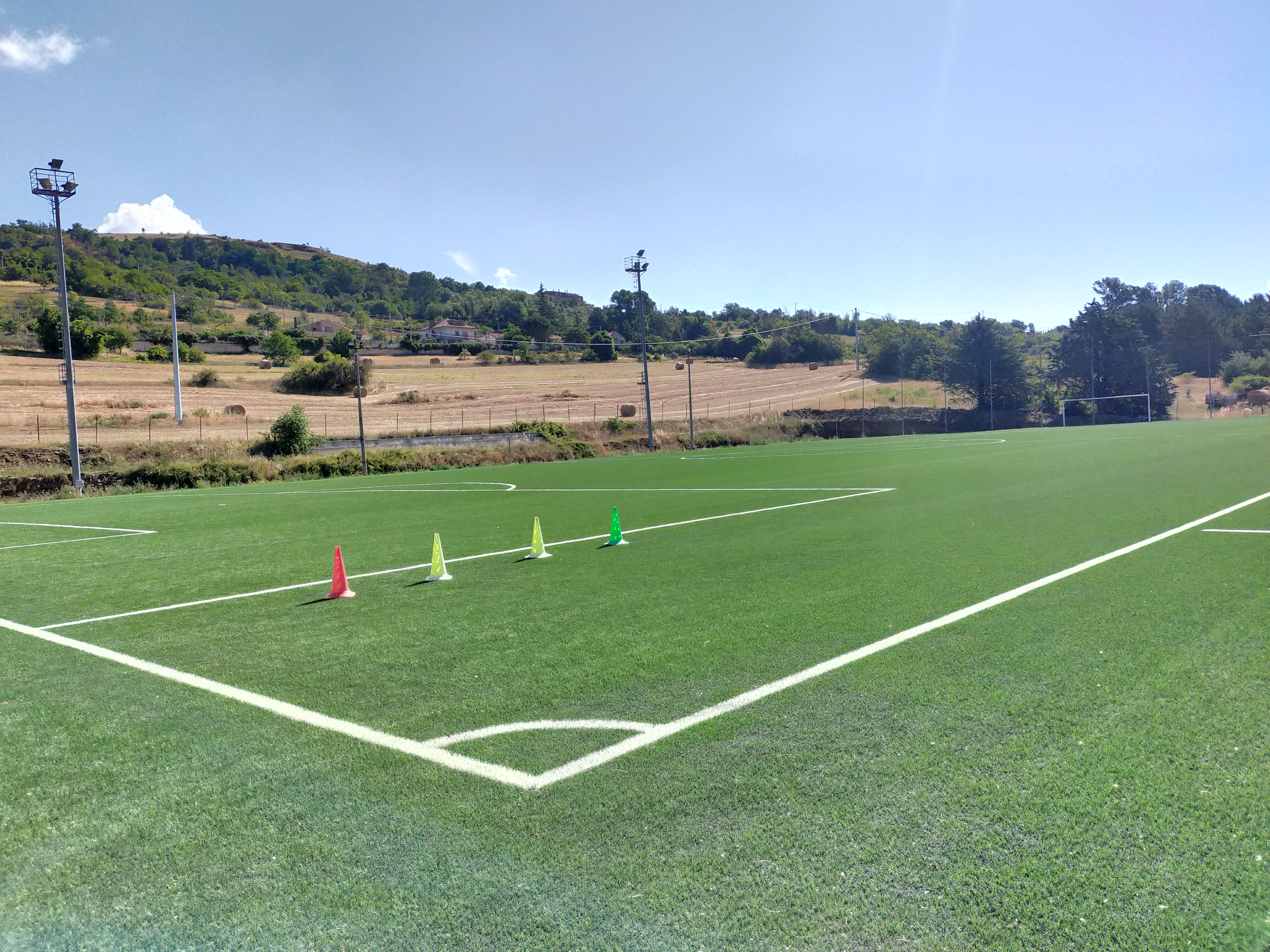
Stadio Massimo Maccallini

### Calcio
Nel 2005 dalla fusione delle società sportive di Aielli e Pescina e del settore giovanile del Sirente Cerchio fu fondata la Valle del Giovenco calcio, squadra che raggiunse prima la Serie C2 nel 2007 e, addirittura, la Lega Pro Prima Divisione nel 2009. L'anno dopo la squadra fu radiata dalla FIGC e sciolta per motivi finanziari.
La società sportiva ASD Aielli 2015 è stata ricostituita nell'agosto del 2015. Milita nei tornei dilettantistici abruzzesi giocando le partite casalinghe al campo in erba sintetica dello stadio "Massimo Maccallini", situato in località Vicenne. I colori sociali sono il giallo e il verde.